# SINGLES (中西圭三のアルバム)
『SINGLES』（シングルス）は、中西圭三の1枚目のベスト・アルバム。1994年12月7日発売。発売元はパイオニアLDC。

## 概要
1991年のメジャー・デビュー曲から本作発売前までに発売された14枚のシングル表題曲を中心に収録。
生産数量限定盤の13枚目「非情階段 (Hyper-Radio Mix)」は未収録。
初回生産のみ特殊ジャケット仕様。

## 収録曲
作詞：売野雅勇／作曲：中西圭三／編曲：小西貴雄（特記以外）
1. タンジェリン・アイズ(4:18)
  - 作詞：川村真澄　作曲：中西圭三・小西貴雄　編曲：小林信吾・小西貴雄
  - 1枚目のシングル。
  - テレビ朝日系「君といつまでも」オープニング・テーマ
2. 片想いのバースデー(4:40)
  - 編曲：中村哲
  - 2枚目のシングル。
3. Woman(4:53)
  - 編曲：小西貴雄・遠山淳
3枚目のシングル。
  - 三貴「カメリアダイアモンド」CM
  - アサヒ飲料「三ツ矢サイダー」CM
4. 君は君の誇り(4:49)
  - 編曲：小西貴雄・遠山淳
4枚目のシングル。
5. Ticket To Paradise(4:48)
  - 5枚目のシングル。
  - テレビ朝日系『ビートたけしのTVタックル』エンディング・テーマ
  - ロッテ「V.I.P」チョコレートCM
6. あの空を忘れない(4:04)
  - 6枚目のシングル。
  - テレビ朝日系「'92FIVBワールドスーパー4バレー」メインテーマソング
7. 君のいる星(4:24)
  - 編曲：小林信吾
  - 7枚目のシングル。
  - NHK「救え!かけがえのない地球」イメージソング
  - テレビ朝日系「OH!エルくらぶ」オープニングテーマ
8. You And I(5:00)
  - 作曲：中西圭三・小西貴雄
  - 8枚目のシングル。
  - 三貴「カメリアダイアモンド」CM
9. 眠れぬ想い(4:32)
  - 作詞：朝水彼方
  - 9枚目のシングル。
  - HONDA「トゥデイ」CM
  - フジテレビ系「サスペンス･魔」エンディングテーマ
10. たったひとつの愛を(5:02)
  - 10枚目のシングル。
  - 日本テレビ系「もうひとつのJリーグ」エンディングテーマ
11. A.C.E.(4:12)
  - 11枚目のシングル。
  - 代々木ゼミナールCM
12. 非情階段 (Radio MIX)(4:16)
  - 作詞：朝水彼方
  - 12枚目のシングル。
  - 米倉利紀がゲスト･ボーカルとして参加。
13. 哀しみのストーム(4:41)
  - 作詞：湯川れい子　作曲：中西圭三・小西貴雄
  - 5枚目のシングル「Ticket To Paradise」カップリング曲。
14. Tiny Planet(4:44)
  - 作曲：中西圭三・小西貴雄
  - 6枚目のシングル「あの空を忘れない」カップリング曲。
15. 君住む街角(5:09)
  - 作詞：川村真澄
  - 10枚目のシングル「たったひとつの愛を」カップリング曲。
16. Kiss, Merry X'mas(4:31)
  - 作詞：川村真澄
  - 14枚目のシングル。
  - パイオニア「ジャイアント･ワイド43」CMソング

## 演奏[1]
- 中西圭三
  - Vocal & Chorus
  - Chorus Arrangement (#2-8.10-16)
- 遠山淳
  - Keyboards, Chorus Arrangement (#4)
  - Moog Bass (#6)
  - Programming (#1.3.4.5.8.10.12.13.14.15)
- 小林信吾
  - Keyboards (#1)
  - Chorus, Chorus Arrangement (#7)
- 松原正樹
  - Guitar (#1.6)
  - Solo (#6)
- 数原晋
  - Horns (#1.5)
  - Trumpet & Solo (#8)
- 林研一郎、平内保夫、平原まこと：Horns (#1.5)
- 川野美紀、上谷麻紀：Chorus (#1)
- 迫田到：Programming (#2)
- 今剛：Guitar (#2.11.12)
- 中村哲：Keyboards, Sax Solo, Horns (#2)
- 荒木敏男、清岡太郎：Horns (#2)
- 小西貴雄
  - Keyboards (#3.5.8.9.13.14.15)
  - Chorus Arrangement (#12)
- 笛吹利明：Acoustic Guitar & Solo (#3)
- 村松邦男
  - Guitar (#4)
  - Chorus Arrangement (#9)
- ペッカー：Percussion (#4)
- 本田雅人
  - Sax Solo (#4)
  - Horns (#7)
- 向谷実 (CASIOPEA)：Horn Arrangement (#5)
- 野呂一生 (CASIOPEA)：Guitar & Solo (#5)
- 吉永寿：Horns (#5)
- 萩田光雄：Strings Arrangement (#6.9)
- 堀川清志：Programming (#6)
- 山田秀俊：Acoustic Piano & Rhodes (#6)
- 加藤ジョーグループ：Strings (#6.9)
- 浦田恵司：Programming (#7)
- 大村憲司：Guitar (#7)
- 小林正弘、横山均、松本治：Horns (#7)
- 友田啓明グループ：Strings (#7)
- 古川望：Guitar (#8)
- 吉田潔：Programming (#9)
- 北城浩志：Programming (#9.11)
- 松田真人：Keyboards (#9.10)
- 松下誠
  - Acoustic Guitar & Electric Guitar (#9)
  - Guitar (#15)
- 鈴木英俊：Acoustic Guitar & Electric Guitar (#10)
- 山本公樹：Sax (#10)
- 中西康晴：Keyboards (#11.12.15)
- 美久月千晴：Bass (#11.16)
- 篠崎正嗣グループ：Strings (#11)
- MELODIE SEXTON, ROBERT DANIELS：Chorus (#12)
- 米倉利紀：Guest Vocal (#12)
- 罵詈帆哀人：Velvet Voice (#13)
- 角田順：Guitar (#13)
- 是永巧一：Guitar (#14)
- 伊藤広規：Bass (#14)
- 吉川忠英：Acoustic Guitar & Mandolin (#15)
- 渡辺直樹：Fretless Bass (#15)
- 佐橋佳幸：Acoustic Guitar, Electric Guitar, Chorus Arrangement (#16)
- 石川鉄男：Programming (#16)
- 斎藤有太：Keyboards (#16)
- 大石真理恵：Percussion (#16)
- 山本拓夫：Sax (#16)